# Lagonosticta
Lagonosticta – rodzaj ptaków z rodziny astryldowatych (Estrildidae).

## Występowanie
Rodzaj obejmuje gatunki występujące w Afryce.

## Morfologia
Długość ciała 9–11 cm, masa ciała 7–13 g.

## Systematyka

### Etymologia
Nazwa rodzajowa jest połączeniem słów z języka greckiego: λαγων lagōn, λαγονος lagonos – „bok” oraz στικτος stiktos – „nakrapiany” (στιζω stizō – „tatuować”).

### Gatunek typowy
Fringilla rubricata M.H.C. Lichtenstein

### Podział systematyczny
Do rodzaju należą następujące gatunki:
- Lagonosticta rara (Antinori, 1864) – amarantka czarnobrzucha
- Lagonosticta rufopicta (Fraser, 1843) – amarantka cętkowana
- Lagonosticta nitidula Hartlaub, 1886 – amarantka szara
- Lagonosticta senegala (Linnaeus, 1766) – amarantka czerwonodzioba
- Lagonosticta sanguinodorsalis Payne, 1998 – amarantka czerwonogrzbieta
- Lagonosticta umbrinodorsalis Reichenow, 1910 – amarantka czadyjska
- Lagonosticta rhodopareia (von Heuglin, 1868) – amarantka skromna
- Lagonosticta virata G.L. Bates, 1932 – amarantka skalna
- Lagonosticta rubricata (M.H.C. Lichtenstein, 1823) – amarantka zmienna
- Lagonosticta larvata (Rüppell, 1840) – amarantka czarnolica